# High Hill
High Hill är en kulle i Hongkong (Kina). Den ligger i den norra delen av Hongkong. Toppen på High Hill är 59 meter över havet.
Terrängen runt High Hill är kuperad åt sydost, men åt nordväst är den platt. Terrängen runt High Hill sluttar västerut. Runt High Hill är det mycket tätbefolkat, med 2 521 invånare per kvadratkilometer. Närmaste större samhälle är Tsuen Wan, 16,9 km söder om High Hill. I omgivningarna runt High Hill växer i huvudsak städsegrön lövskog.